# Teodato Ipato
Teodato Ipato lub Diodato Ipato – doża wenecki od 742 do 755. Był synem poprzedniego doży – Orso Ipato.
W 739 lub 740 roku pełnił przez rok funkcję magistra militum, faktycznego władcy Wenecji, po zniesieniu funkcji doży. Gdy przywrócono ją w roku 742, objął ją jako syn Orso.
Teodato przeniósł stolicę Republiki Weneckiej z Eraclei do Malamocco.
W 751 roku bizantyjski Egzarchat Rawenny został opanowany przez Longobardów. Wenecja stała się ostatnim bizantyjskim sprzymierzeńcem w północnej Italii.
W tym samym roku Frankowie obalili ostatniego władcę z dynastii Merowingów – Childeryka III, a wybrany nowy władca Pepin Krótki (z dynastii Karolingów) był zaprzysiężonym sojusznikiem papieża i wrogiem Longobardów.
Wenecja stała się w tym momencie praktycznie niepodległym państwem. Teodato nie cieszył się swoją władzą za długo: został obalony i oślepiony w 755 przez Gaulo Galla, który uzurpował sobie tron książęcy.